# Melchior Lotter der Ältere

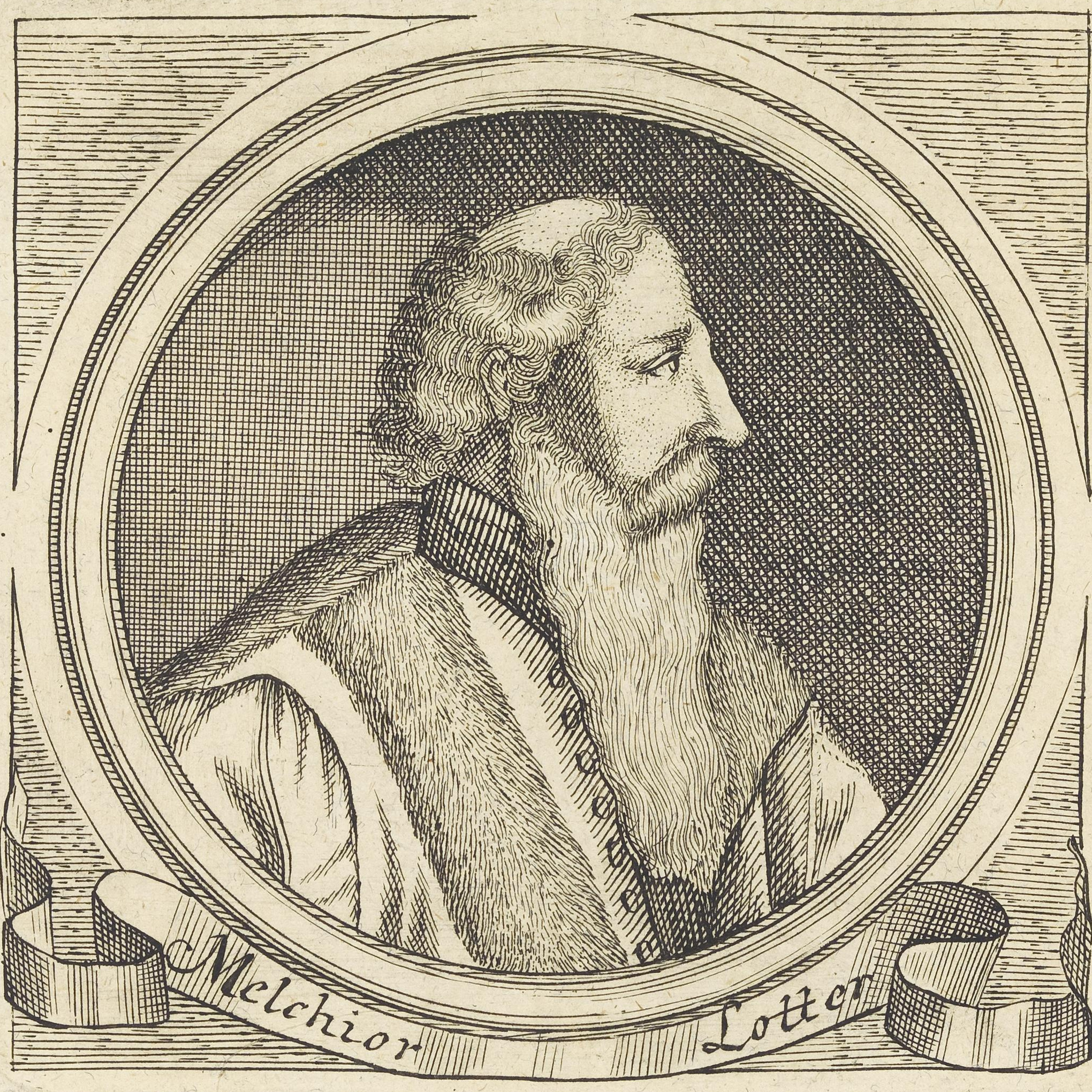
Melchior Lotter

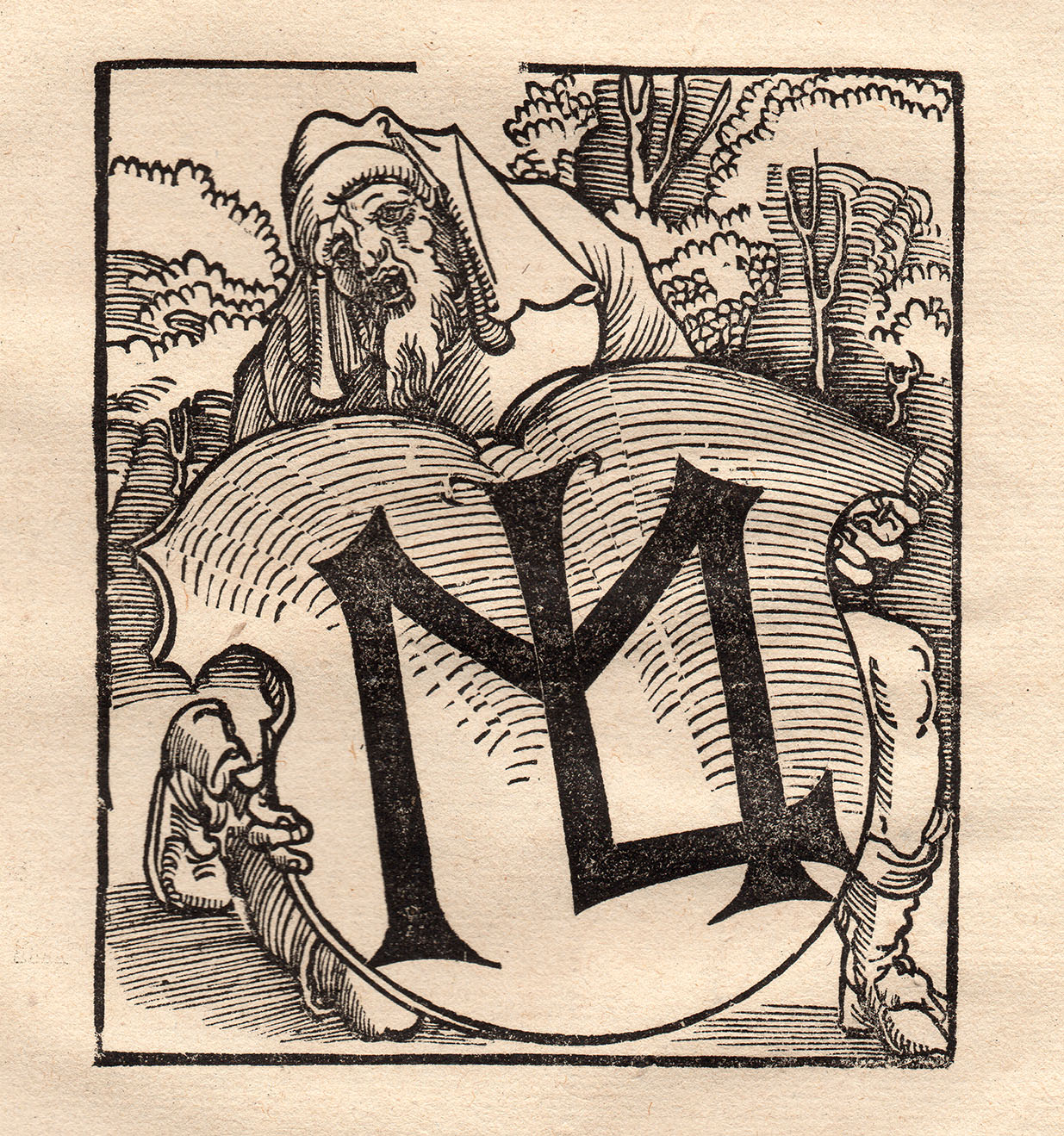
Druckersignet von Melchior Lotter d. Ä. aus dem Jahr 1512

Melchior Lotter der Ältere, auch Lotther, (* 1470 in Aue; † 1. Februar 1549 in Leipzig) war ein deutscher Buchdrucker und Verleger.

## Leben und Werk

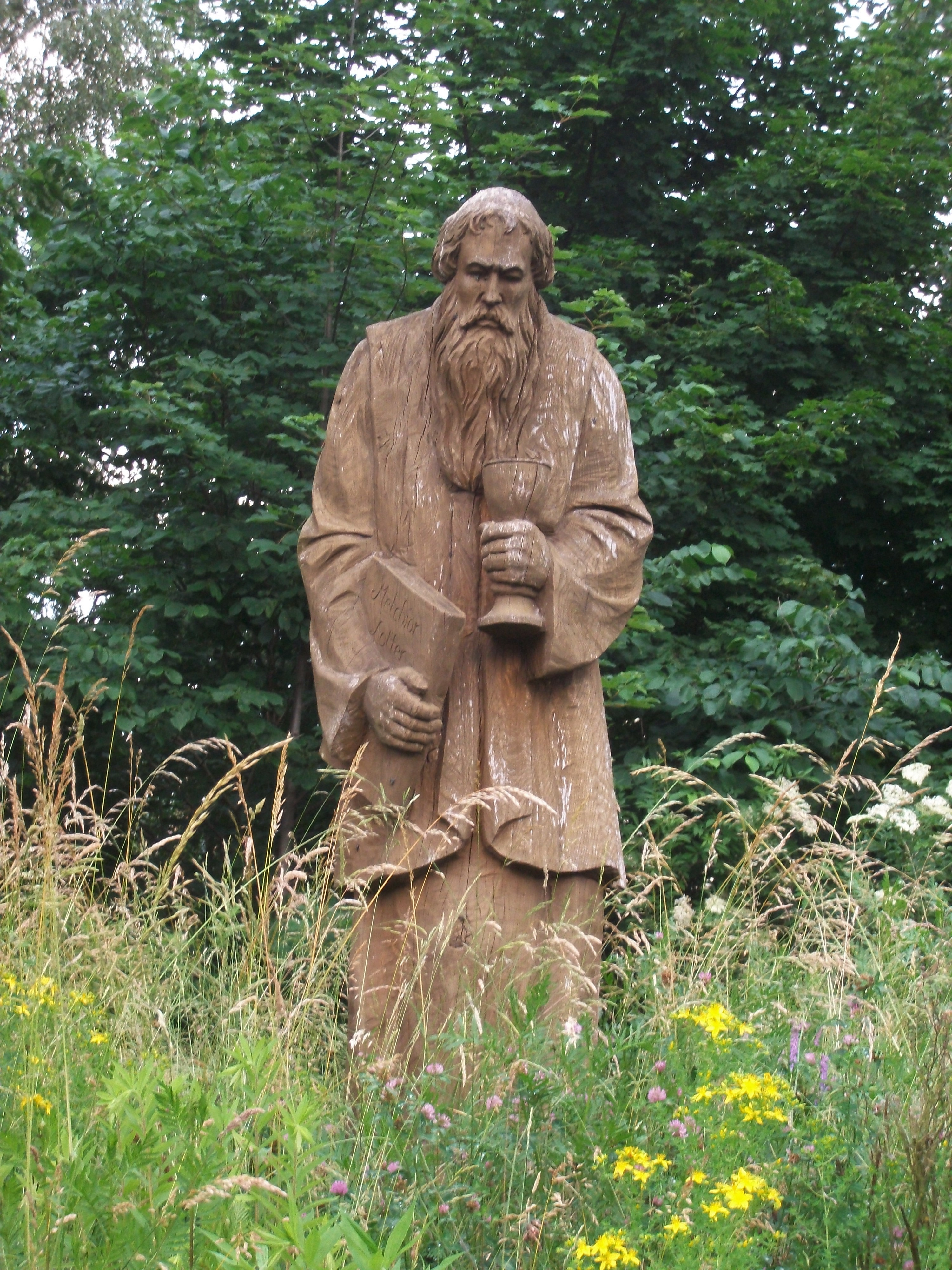
Melchior Lotter (Skulptur in Aue)

Melchior Lotter d. Ä. erlernte bei Konrad Kachelofen, einem der ersten Drucker Leipzigs, den Beruf des Buchdruckers (Hochdruck) und wurde zunächst sein Gehilfe. Er heiratete später dessen Tochter und erhielt 1498 das Leipziger Bürgerrecht. Bis etwa 1500 firmierten beide Drucker gemeinsam, anschließend übernahm Lotter die Offizin seines Schwiegervaters Konrad Kachelofen. Der erste sicher nachweisbare Druck unter Lotters Namen stammt von 1491. Bis Ende des 15. Jahrhunderts druckte und verlegte Lotter in lateinischer Sprache klassische Schul- und Studientexte sowie Schriften theologischen Charakters, die typographisch von besonderer Qualität waren. Auch die Herstellung von Ablassbriefen gehörte zu seinem Geschäftsfeld. Ab 1500 herum kamen inhaltlich zunehmend Werke des Frühhumanismus hinzu. So stand Leipzig um 1500 mit seinen 11 Druckereien an der Spitze der deutschen Frühdruckorte. Ein wichtiger Auftraggeber für die Druckereien war der Universitätsbetrieb.
Lotter erkannte die zu jener Zeit wachsende Buchproduktion, stellte sich produktionstechnisch darauf ein und wurde ab 1500 zu einem der bedeutendsten Druckern (Hochdruck) Leipzigs. Er war bis 1537 auch als Sortimentsbuchhändler erfolgreich.
Nachdem er Martin Luther begegnet war, druckte er nach 1517 zahlreiche seiner Reformationsschriften, darunter die 95 Thesen. Während der Leipziger Disputation nahm er die Vertreter der Reformation in seinem Haus in der Hainstraße auf.
In Wittenberg gründete Lotter 1519 eine Zweigniederlassung, deren Leitung er seinen Söhnen Melchior und Michael übertrug. Es war dort der zweite Druckereibetrieb nach Johann Rhau-Grunenbergs Druckerei im Augustinerkloster.
In Leipzig hatten sich zum Beginn des 16. Jahrhunderts vier Druckereien etabliert, Wolfgang Stöckel, Jacob Thanner, Martin Landsberg und die Offizin Konrad Kachelofens, die um 1500 von Melchior Lotter übernommen wurde. Die Lottersche Druckerei wies eine etwas höhere Produktionsrate auf als die anderen drei Druckereihandwerker, von denen Landsberg und Stöckel etwa gleichauf lagen und Thanner den geringsten Ausstoß hatte.